# Abraham Iyambo

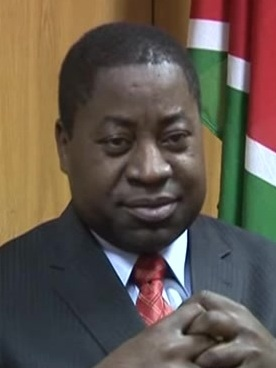
Abraham Iyambo, 2011

Abraham Iyambo (* 2. Februar 1961 in Oniimwandi, Südwestafrika, heute Namibia; † 2. Februar 2013 in London, Vereinigtes Königreich) war ein namibischer Politiker. Als Mitglied der SWAPO war er seit 1995 im Parlament vertreten.
Er studierte zwischen 1982 und 1985 in Havanna auf Kuba. 1985 zog Iyambo für weiterführende Studien im Bereich Ernährungswissenschaften nach London. Zuerst studierte er am South London College, ehe er 1990 einen Abschluss von der University of Surrey erhielt. Zwischen 1991 und 1994 studierte er bis zum Erhalt der Doktorwürde (PhD).
Von 1995 bis 1997 war Iyambo Vize-Fischereiminister, ehe er zum namibischen Fischereiminister befördert wurde. Dieses Amt hatte er bis 2010 inne, als er als Minister in das Bildungsministerium wechselte.
Iyambo verstarb nach langer Krankheit, dennoch überraschend am 2. Februar 2013 bei einem offiziellen Besuch in London. Er hinterlässt zwei Töchter.